# Chit-Chit-Chat
『Chit-Chit-Chat』（チット・チット・チャット）は、2019年3月8日に配信でリリースされたSKY-HIのデジタル・シングル。

## 概要
J-WAVEとGYAO!のコラボレーションの音楽トーク番組「GYAO! CLUB INTIMATE」のエンディングテーマとしてSKY-HIが書き下ろした楽曲である（SKY-HIはGYAO! CLUB INTIMATEの初回ゲストとして出演している。）番組のタイトルにもある"INTIMATE"をキーワードに、東京の様々な人と人との繋がりを描いた楽曲である。プロデュサーにはUTAを起用し、R&Bトラックに乗せた楽曲に仕上がっている。2019年2月から開催しているツアー「SKY-HI TOUR 2019 -The JAPRISON-」でも披露されていた。
音楽配信開始日の3月8日よりGYAO!で本曲のミュージック・ビデオが期間限定で配信された。ミュージック・ビデオはタクシードライバーに扮したSKY-HIが夜の都会で運転中に出会う様々な乗客の人間模様を描いたドラマシーンと、SKY-HIとバンドメンバーでもあるダンサーグループ、BFQによるダンスパフォーマンスシーンで構成されたものとなっている。ドラマシーンにはOL役に玄理、乗客役にあっこゴリラ、クリス・ペプラー、Kダブシャイン、七星ぐみ（バンドじゃないもん！MAXX NAKAYOSHI）、RAU DEF、RYKEY、LiLiCoが出演している。
GYAO!で公開終了翌日の3月29日にミュージックビデオが改めて公開された。翌日3月30日放送の「MUSIC FAIR」に出演し当楽曲を披露している。

## 収録曲
| #         | タイトル           | 作詞      | 作曲      | 時間 |
| --------- | ------------------ | --------- | --------- | ---- |
| 1.        | 「Chit-Chit-Chat」 |           |           | 3:56 |
| 合計時間: | 合計時間:          | 合計時間: | 合計時間: | 3:56 |

## タイアップ
- J-WAVE「GYAO! CLUB INTIMATE」エンディングテーマ